# Facteur Rosenthal
Le facteur Rosenthal ou facteur XI est une enzyme intervenant dans la coagulation sanguine. Il est un des 13 facteurs (le plus souvent des enzymes, numérotés en chiffres romains) de la cascade de coagulation.

## Dosage
Le dosage est exprimé en pourcentage du temps de céphaline du plasma du patient par rapport à celui du plasma d'un témoin sain, la valeur normale est donc de 100% avec des variations normales attendues entre 70 et 120%. Il existe des variations physiologiques normales à la baisse chez la femme enceinte et le nouveau-né.

## Déficit et implication médicale
L'existence de ce facteur a été décrite par R.L. Rosenthal en 1953.
À cette occasion, Rosenthal a montré que le déficit de ce facteur est la cause de ce qui était appelé l'hémophilie C, et qui touche environ un individu par million. Ce déficit n'est pas lié au sexe (contrairement aux autres hémophilies A et B) et affecte donc aussi les femmes. C'est dans la population juive ashkénaze que ce déficit a été diagnostiqué la première fois et elle reste la plus affectée.
Le risque pour les patients est celui d'hémorragies à l'occasion de traumatismes ou d'interventions chirurgicales, et le traitement passe par l'utilisation de plasma frais congelé ou de concentré humain de facteur XI. Ce déficit est associé également à un risque moindre de survenue d'une maladie cardiovasculaire ou d'une maladie thromboembolique.

## Synthèse et structure
Le facteur XI est synthétisé essentiellement dans le foie. Il est codé par un gène du quatrième chromosome. Il se présente sous la forme d'un dimère.
Le facteur XI circule dans le plasma. Initialement c'est un zymogène (enzyme non actif) qui nécessite une scission protéolytique par la thrombine pour devenir une enzyme active (symbolisée XIa). Il pourra alors activer le facteur IX.
Le facteur XI est également présent dans les plaquettes.

## Inhibition spécifique du Facteur XI
L'intérêt théorique de ces médicaments est qu'il associe une action anticoagulante avec un faible risque d'hémorragies.
L'abelacimab est un anticorps monoclonal humanisé qui se fixe sur le domaine catalytique des facteurs XI et qui le bloque à l'état de précurseur inactif. Le facteur XIIa ne peut pas être activés ce qui bloque la coagulation sanguine. L'administration en perfusion intraveineuse Abelacimab  pour la prévention des thromboembolismes suite d'une intervention chirurgicale (l'arthroplastie du genou) diminue d'environ 10 % les thromboses comparées à l'enoxaparine. L'osocimab est un autre anticorps monoclonal qui montre également une supériorité par rapport à l'énoxoparine dans la même indication.
L'asundexian est un inhibiteur du facteur XI activé en cours de test comme traitement anticoagulant oral de la fibrillation atriale. Cette molécule donne moins de complication hémorragique que l'apixaban. Le milvexian est en cours de test dans la prévention des complications thromboemboliques dans les suites d'une chirurgie orthopédique.
Des oligonucléotides antisens sont également en phase de test.